# Marthú che ha visto il diavolo
Marthú che ha visto il diavolo è un film del 1921 diretto da Mario Almirante con protagonisti Franz Sala e Italia Almirante Manzini.

## Trama
L'operaio Marthù, costretto ad andare a lavorare in terra straniera, è triste e preoccupato nel lasciare sola la moglie, di cui è innamoratissimo e geloso. Terribili pensieri gli si affacciano alla mente, compreso quello del tradimento. Il culmine viene raggiunto proprio alla vigilia del giorno in cui può riabbracciare la sua compagna e a niente giovano le buone parole di un amico, un fraterno compagno di lavoro. Fantasticando sulla fedelta della moglie, Marthù, seduto ad un tavolo di una modesta osteria, si addormenta e comincia a sognare. L'incubo è terribile: il tradimento della moglie, un gesto inconsulto, l'uxoricidio, la lama della ghigliottina che sta per abbassarsi... Ma a questo punto si risveglia: la gelida sensazione sul collo è la manina del suo figlio che, insieme alla madre, è venuto per riportarlo a casa.

## Critica
Edgardo Rebizzi in L'Ambrosiano del 5 aprile 1923: «[...] Raramente un soggetto è stato tanto adatto alla creazione cinematografica quanto questa fantasia notturna, lugubre, angosciosa ed appassionante; le scene figuranti la notte, tanto difficili da attenersi in cinema sono qui riprodotte in modo molto pregevole e pittoresco. Tutto il lavoro è svolto con molta abilità e signorilità di mezzi e ottima interpretazione di artisti. Conclusione: il pubblico e... anche la critica sono usciti da questo spettacolo divertiti e soddisfatti: è il più bell'elogio che si possa fare ad un film».

Elle Gi. in La vita cinematografica del 15 ottobre 1923: «[...] il film, anche se a noi non piace, è stato inquadrato e diretto così bene, che s'impone appunto per il suo tecnicismo. Mario Almirante, dal rifritto zibaldone, ha saputo trarre e dare tali effetti granguignoleschi, da tenere desta la nostra attenzione: effetti di esterni, stradette, carceri e ghigliottina illustrati - in toni costantemente bassi - da una fotografia lucida, viva, così sensibile, da darci l'impressione di quadri tolti dal vero, e quel che più vale, la sensazione delle ore piccine e dei luoghi malfamati. [...] Però il vero valore del film è dato dall'interpretazione potente di Franz Sala, che, di una figura comune di operaio, crea un tipo superbo di sofferenza umana. Dal primo quadro, quand'egli tranquillamente cena all'osteria, al suo svegliarsi dal sogno [...] tutta la sua mimica è di
mirabile semplicità. Attore perfetto, completandosi con l'abilissima truccatura che gli mette sul viso i segni della devastazione dell'anima, ha fatto della poverissima e piatta personalità di Marthù un uomo distinto, schiacciato dalla fatalità, ma non vinto.
L'interpretazione della sig.ra Italia Almirante - data la parte di poco rilievo - non ha speciale risalto».